# Skottlands parlament

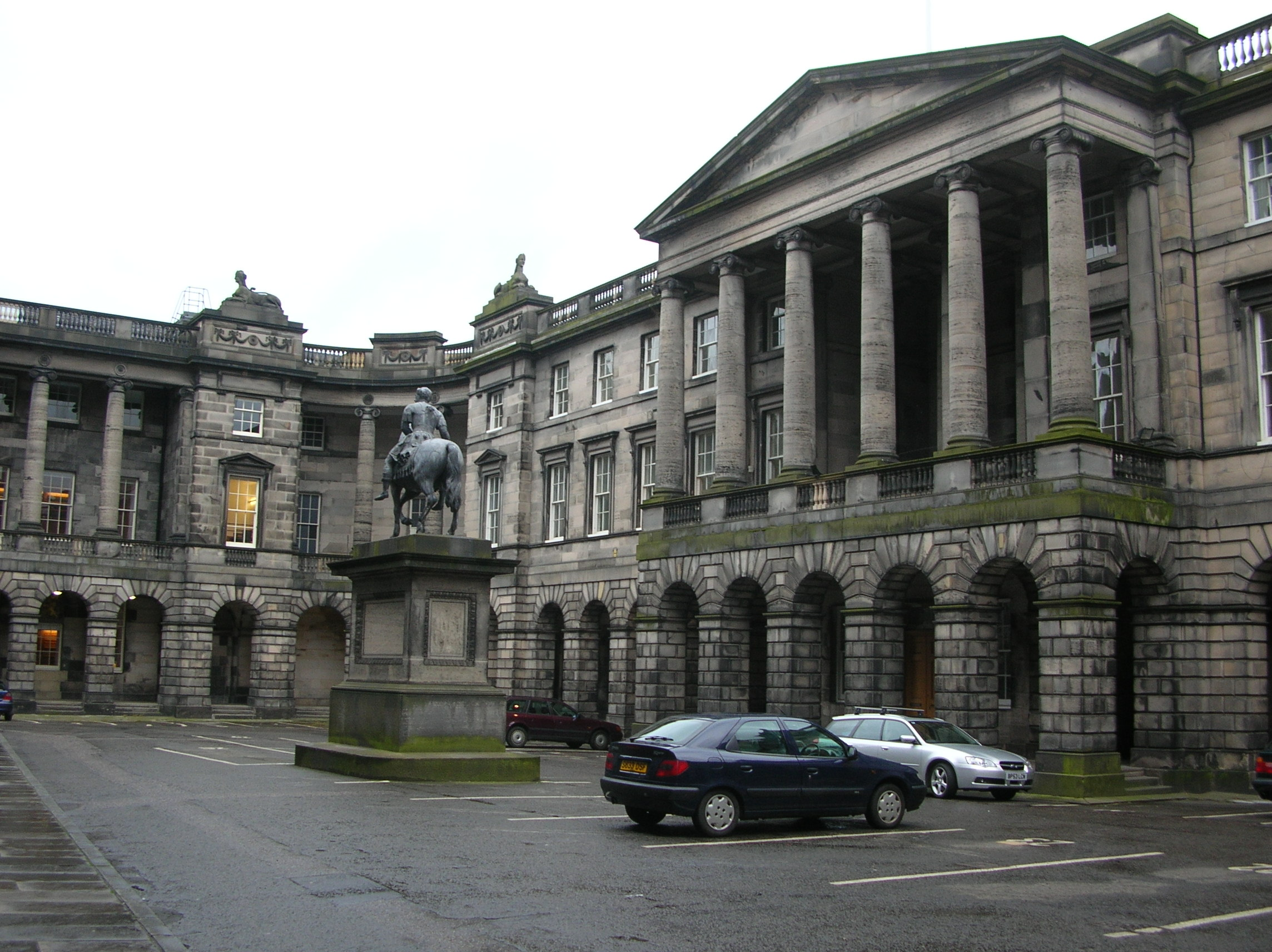
Parlamentshuset i Edinburgh, där Skottlands parlament hade sitt säte fram till 1707, är idag ett viktigt säte för det skotska rättsväsendet.

Skottlands parlament, eller Skottlands ständer (engelska Estates of Parliament, Parliament of Scotland, Scots Parlament, Three estates, lågskotska Thrie Estaitis) var den lagstiftande församlingen i Kungariket Skottland från tidigt 1200-tal till 1 maj 1707, då det upplöstes genom unionsakterna och ersattes av Kungariket Storbritanniens parlament. 

## Historia
Det skotska parlamentets första dokumenterade möte ägde rum i Kirkliston utanför Edinburgh 1235 under Alexander II:s regeringstid. Genom unionsakten 1707 upplöste parlamentet sig självt för att förenas med Englands parlament och bilda ett nytt parlament i London för den nya statsbildningen Kungariket Storbritannien.

## Sammansättning
Parlamentet var en enkammarförsamling där Skottlands tre ständer var representerade.
- Första ståndet (Det skotska prästeståndet)
- Andra ståndet (Det skotska frälseståndet)
- Tredje ståndet (Det skotska borgarståndet)

Det första ståndet som ursprungligen bestått av katolska biskopar och abbotar och efter reformationen av protestantiska biskopar miste 1638 helt sin representationrätt. Vid parlamentens förening 1707 ledde överenskommelsen till att det skotska frälset (Lords of Parliament) inför varje nytt parlament skulle sammanträda och inom sig välja sexton representanter som skulle företräda dem som pärer i det brittiska överhuset.
Det tredje ståndet bestod att representanter för städerna (burgh comissioners) vilka utsågs av städernas borgare, men detta kompletterades senare med vad som ibland uppfattas som ett extra fjärde stånd som bröts ut ur det andra ståndet, med representanter för landsbygden (shire comissioners) vilka i sin tur utsågs av representanter för lairder och baroner. Städernas och landsbygdens representanter i Skottlands parlament ersattes vid unionen med 45 mandat i det  underhuset i Storbritanniens parlament,  med 15 i städerna och 30  på landsbygden. Trots att Irland fick en mer generös tilldelning representationsmässigt vid den nya unionen 1800 i det Förenade kungarikets parlament behöll Skottland den representation som tilldelats enligt villkoren 1707.